# Le Sanglot de l'homme noir

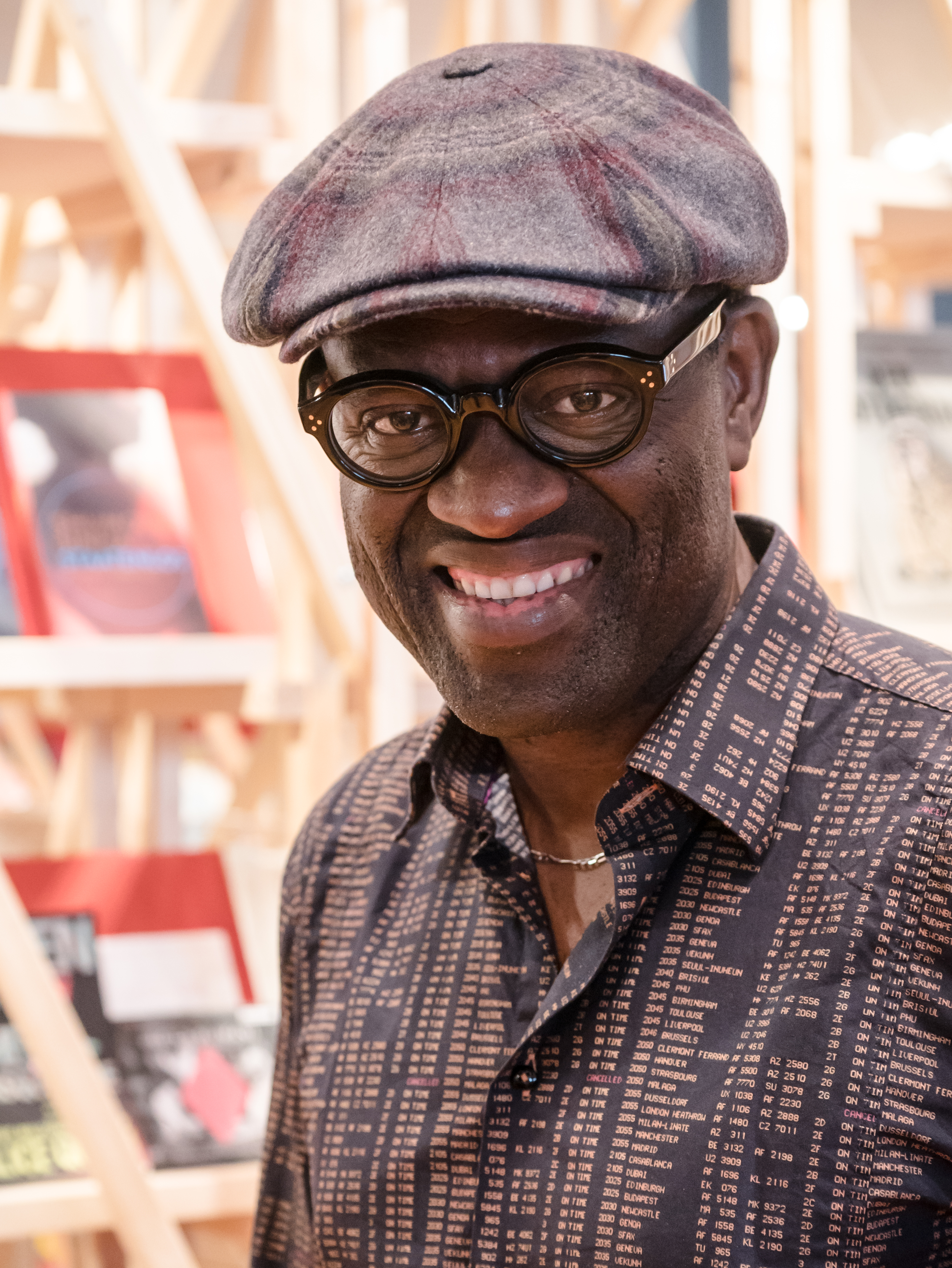
L'auteur Alain Mabanckou en 2017.

Le Sanglot de l'homme noir est un essai d'Alain Mabanckou, publié en 2012. Il invite les Noirs Africains à ne plus ressasser les sanglots et les rancœurs restant de la colonisation subie, mais plutôt à se forger une nouvelle identité en se tournant vers l'avenir, témoignant de son propre parcours.

## Description, propos
Cet essai d'Alain Mabanckou s'adresse à son fils, né en France, et n'ayant jamais connu l'Afrique.
Le titre Le Sanglot de l'homme noir est choisi en réponse au titre Le Sanglot de l'homme blanc, essai polémique de Pascal Bruckner, publié en 1983, et dont il détourne « malicieusement » le titre.
Le Sanglot de l'homme noir parle de l'immigration du Noir africain en France, des épreuves qu'il subit. Il évoque aussi la nécessité pour les Noirs de France de se prendre en main, de se libérer du poids de leur identité et de leur origine.
Cet essai invite aussi à ne pas endosser les discours pessimistes liés aux préjugés sur la couleur de la peau.
Après avoir ainsi parlé de l'homme noir, il en vient à parler de l'éducation, de l'écriture, du langage, en observant notamment que les Africains lettrés ou étudiant en France parlent un français châtié, bien plus que le français parlé habituel. Mabanckou observe aussi que beaucoup d'Africains immigrés ont tendance aux larmes et au ressentiment.
Il témoigne de lui-même, de sa réussite en France et aux États-Unis. Il affirme que c'est la langue, le français, qui lui a permis de rompre avec la posture de victime, et de se tourner vers autre chose, vers l'enseignement.
Mabanckou ne renie pas ses origines, mais il insiste sur le fait que l'identité d'un être humain se crée au jour le jour, dans les actes du quotidien, dans le présent. Pour lui, ce qui compte le plus, c'est de comprendre l'être humain plutôt que la race.
L'essai est composé de chapitres variés, textes ne se suivant pas et sans lien apparent entre eux. Chacun de ces textes porte le nom d'une œuvre d'un autre écrivain :
- Un nègre à Paris de Bernard Dadié ;
- L'Esprit des lois de Montesquieu ;
- Les Identités meurtrières d'Amin Maalouf ;
- Chemin d'Europe de Ferdinand Oyono ;
- Comment peut-on être persan ? de Montesquieu ;
- L'Étudiant étranger de Philippe Labro ;
- Le Devoir de violence de Yambo Ouologuem ;
- La Carte d'identité de Jean-Marie Adiaffi ;
- La Littérature à l'estomac de Julien Gracq ;
- L'Afrique fantôme de Michel Leiris ;
- Les Soleils des indépendances d'Ahmadou Kourouma.

Pour Maxime Bonin, Mabanckou dans Le Sanglot de l'homme noir ne nie pas la souffrance des Africains, mais il s'élève contre l'identité que les Noirs continuent à cultiver après la décolonisation, ressassant encore le malheur et l'humiliation. Il invite à ne plus ressasser le passé, mais plutôt à se tourner vers l'avenir.
Pour Muriel Steinmetz, « Le Sanglot de l'homme noir est un texte rude, sévère, étayé, qui fait fi de tout politiquement correct. L'adresse initiale justifie tant d'intransigeance ».
Le Sanglot de l'homme noir est l'objet de nombreuses polémiques à sa sortie. Il se classe à la 23e place des ventes de documents et essais, selon le palmarès de L'Express.

## Parution, éditions
- Alain Mabanckou, Le Sanglot de l'homme noir, Paris, Fayard, 2012, 182 p. (ISBN 978-2-213-63518-7 et 978-2-213-66956-4, lire en ligne).
Réédition, Paris, Points, no P2953, 2013  (ISBN 978-2-7578-3012-3).
Réédition, ibidem, 2017  (ISBN 978-2-7578-6511-8).